# Going Down in LA-LA Land
Going Down in LA-LA Land és una pel·lícula de comèdia dramàtica estatunidenca de 2011 escrita i dirigida pel cineasta suec Casper Andreas i basada en la novel·la d'Andy Zeffer. Es va estrenar a la ciutat de Nova York el 20 d'abril de 2012 i a Los Angeles el 18 de maig de 2012.

## Trama
Incapaç de trobar feina com a actor a Nova York, Adam decideix traslladar-se a Los Angeles per seguir la seva carrera. S'instal·la amb la seva excèntrica però estimada amiga Candy, amb el suport de Frank, promès de Candy. Adam aconsegueix una feina de recepció en una agència de talent, però és acomiadat per haver-se presentat tard un dia. Aleshores coneix en Nick, un noi del gimnàs que treballa com a director i fotògraf. Nick ajuda a Adam a aconseguir una feina a Jet Set Productions, una empresa que produeix pornografia gai.
Se li ofereixen diners extra per aparèixer als vídeos de l'empresa, però insisteix que només vol treballar darrere de la càmera. Tanmateix, Adam comença a lluitar econòmicament quan Frank trenca amb Candy. Nick, que ara està sortint amb Adam, el convenç d'aparèixer en un vídeo de masturbació en solitari amb el nom d'"Andrew" per ajudar-lo a pagar el lloguer. Després de fer més vídeos, el seu cap, Ron, li parla del seu negoci d'escorts on emparella actors amb clients de gran perfil.
A través del seu treball, Adam es presenta a John, un actor d'èxit de la popular sèrie de televisió Life Lessons. Els dos comencen a veure's regularment, i en John ofereix a Adam una feina com a assistent, que ell accepta feliçment. Més tard es troba en Nick, que li demana diners després que la seva addicció a la metamfetamina li va fer perdre la feina. També es disculpa per com va tractar l'Adam i se'n va.
Algun temps després, Adam es posa a l'ull públic quan la seva carrera d'estrella porno s'exposa a diversos tabloides. Tot i que John més tard li explica que sap que Adam no li diria a ningú sobre la seva relació, no pot arriscar-se a perdre la seva carrera en estar associat amb ell. Tot i que Candy vol que Adam aprofiti la seva nova fama des que John el va acomiadar, diu que mai podria fer mal a John. Adam gairebé mor quan barreja alcohol i pastilles.
Mentre és a l'hospital, en John truca a l'Adam per veure si es poden trobar sense saber del seu accident. Llavors Adam li diu a John que, tot i que l'estima, no pot tornar a mantenir la seva relació en secret. Adam decideix traslladar-se a Miami i esbrinar què vol fer. Mentre fa les maletes, en John apareix a l'apartament i diu que vol que Adam torni a la seva vida. Surten a l'exterior on un grup de paparazzi els espera, i es fan un petó davant de les càmeres abans de marxar.

## Repartiment
| Actor                | Rol                      |
| -------------------- | ------------------------ |
| Matthew Ludwinski    | Adam                     |
| Allison Lane         | Candy                    |
| Michael Medico       | John                     |
| Casper Andreas       | Nick                     |
| John Schile          | Ron                      |
| Jesse Archer         | Matthew                  |
| Bruce Vilanch        | Missy                    |
| Judy Tenuta          | Zinnea                   |
| Alec Mapa            | himself                  |
| Perez Hilton         | Ricky                    |
| Daniel Hayes         | Lucas                    |
| Taaffe O'Connell     | Entrevistador            |
| Annie Wood           | Esposa al sitcom         |
| Michelle Akeley      | Stacy                    |
| Kim Allen            | Ms. Campbell             |
| Cesar Arambula       | Oscar party guest #1     |
| Brent Bailey         | Dean                     |
| Anadel Baughn        | Advocat de Beverly Hills |
| Daniel Berilla       | Perry                    |
| Jeremy Building      | Model de pèl negre       |
| C. Stephen Browder   | Marvin                   |
| Mark Cirillo         | Alec Mapa's fan          |
| Damian Corboy        | production assistant     |
| Scott DeFalco        | Frank                    |
| Spencer Falls        | baby-faced model         |
| Sean Hemeon          | Oscar party guest #2     |
| Angelina Hong        | Kim                      |
| William Jackson      | vell actor               |
| Gregg Jacobson       | model colrada            |
| William Thomas Jones | Robert                   |
| Linda Larson         | casting director         |
| Claes Lilja          | Scott                    |
| Paul Martignetti     | Career Waiter            |
| Tom Nobles           | Wayne                    |
| Erik Passoja         | Mr. Katz                 |
| Brian Putnam         | paparazzi                |
| Kurt Scholler        | slave                    |
| Todd Sherry          | Collin                   |
| Ashley Slaton        | Starlet                  |
| Billy Snow           | gym sales guy            |
| Geoff Stirling       | football coach           |
| Sherry Weston        | older actress            |

## Recepció
Variety va suggerir que el director Casper Andreas, les dues primeres pel·lícules del qual són minimitzades com a "activitats trivials", "mostra senyals de talent madurant" amb aquesta pel·lícula. Van concloure que la pel·lícula era una "mirada polida però entretinguda de les realitats empresarials des d'una perspectiva gai... ben elaborada i divertint."
Glenn Payne, de la revista Out, va qualificar el càsting de Ludwinski com Adam "perfecte", i va descriure la seva actuació com "refrescant i inesperada". A la mateixa ressenya, Payne remarca que "Andreas com a director ha consolidat la seva forma estilística amb aquesta pel·lícula i ha millorat els passos i els límits des del seu debut el 2004 Slutty Summer". Lane també és elogiada per la seva "actuació encantadora però també identificable".
Va guanyar el premi de l'audiència al Festival Internacional de Cinema Gai i Lèsbic de Barcelona de 2011.

## Banda sonora
L'àlbum Going Down in LA-LA Land: (Music from the Motion Picture) va ser llançat el 30 de març de 2012 per Embrem Entertainment. La banda sonora inclou diversos artistes, com ara música de Candy Apple Blue, SIRPAUL i Adam Joseph.